# Malá scéna Zlín
Malá scéna Zlín (dříve též Obchodní a společenský dům Díly) je funkcionalistická stavba ve Zlíně, která byla postavena ve 30. letech 20. století jako obchodní a společenský dům.

## Historie a popis budovy
Budova byla postavena v letech 1936 až 1937 podle plánů architekta Vladimíra Karfíka jako Obchodní a společenský dům Díly. Nacházelo se zde kino, v přízemí obchody a knihovna, v patře tělocvična a kavárna s kuželnou. Tělocvična a kavárna s kuželnou byla později zrušena zřízením umělecké školy. Mezi roky 1946 až 1967 sídlilo v budově Městské divadlo Zlín, tehdy však pod názvem Divadlo pracujících. V letech 2000 až 2006 byl objekt zdařile rekonstruován a byla provedena podzemní přístavba. Původní funkční využití bylo zachováno. Objekt je od roku 2000 zapsán na Seznamu nemovitých kulturních památek.
Jedná se o samostatně stojící patrový objekt s plochou střechou a dvojicí přístupových ramp, situovaný nad travnatým svahem východně od centra města. Objekt je typickým představitelem architektonické tvorby meziválečného období ve Zlíně. Uplatněny zde byly charakteristické prvky, jako skeletová konstrukce, režné cihly, prosklené plochy, vystupující nosné články. Motiv balkonového ochozu je na tomto typu staveb neobvyklý a tudíž vzácný. Obchodní a společenský dům sousedí se čtyřmi budovami svobodáren, společně vytváří ojedinělý celek kulturního i společenského zaměření.

## Současné využití
Objekt je polyfunkční, má kulturně obchodní využití. Přízemní etáž slouží jako divadelní sál a sídlo dramatických souborů Divadlo Malá scéna Zlín a Divadlo Scéna. Druhá etáž je určena ke komerčnímu využití – potraviny a od roku 2012 kavárna Café Malá Scéna. Poslední patro má v užívaní Základní umělecká škola Zlín.